# Чъуила
Чъуѝла (на английски: Chewelah) е град в окръг Стивънс, щата Вашингтон, САЩ. Чъуила е с население от 2186 жители (2000) и обща площ от 7,6 km². Намира се на 508 m надморска височина. ЗИП кодът му е 99109, а телефонният му код е 509.